# Gai Ampi
Gai Ampi (en llatí: Gaius Ampius) va ser un militar romà del segle iii aC. Formava part de la gens Àmpia, una gens romana d'origen plebeu.
Va ser prefecte dels aliats romans. El cònsol Publi Eli Pet el va enviar l'any 201 aC junt amb un grup de soldats acabats de reclutar, a atacar el territori dels gals bois, però va ser derrotat per l'enemic i va morir junt amb una gran part dels seus homes.
Hi ha confusió amb el nom d'aquest personatge, car Smith llegeix el seu gentilici Oppius, i no pas Ampius.